# Décret du 13 février 1790 concernant les vœux monastiques
Pendant la Révolution française, le décret du 13 février 1790 concernant les vœux monastiques est un décret de l'Assemblée nationale constituante qui abolit les vœux monastiques en France. Il marque une étape majeure dans la Révolution concernant la place de l'Église et des ordres religieux dans la société.

## Contexte
Ce décret s'inscrit dans un vaste mouvement de réforme de la société française engagé par l'Assemblée constituante, visant à limiter l'influence de l'Église catholique en France, à nationaliser ses biens, et à réorganiser la vie religieuse autour de principes nouveaux, en particulier la liberté individuelle et l'égalité devant la loi, et qui aboutira notamment à l'adoption de la Constitution civile du clergé.

## Principales dispositions du décret
Ses principales dispositions sont les suivantes :
- La loi ne reconnaît plus de vœux monastiques solennels, que ce soit pour les hommes ou pour les femmes[2] ;
- En conséquence, tous les ordres et congrégations réguliers dans lesquels on faisait de tels vœux sont supprimés en France, et il est interdit d'en établir de nouveaux à l'avenir[1] ;
- Les maisons religieuses destinées à l'éducation publique et aux œuvres de charité sont, pour le moment, épargnées par cette suppression[1] ;
- Tous les individus (hommes et femmes) vivant dans les monastères et maisons religieuses peuvent en sortir librement en faisant une déclaration devant la municipalité du lieu, et il sera pourvu à leur subsistance par une pension appropriée[2].